# Jive Talkin'
"Jive Talkin'" is een nummer van de Bee Gees dat in mei 1975 op single werd uitgebracht door RSO Records. Dit nummer was de eerste single van het album Main Course en kreeg bekendheid als onderdeel van de soundtrack van de muziekfilm Saturday Night Fever uit 1977. Het nummer bereikte de eerste positie in de Billboard Hot 100 en plek vijf in de top vijf van de Britse hitlijst. In Nederland en Vlaanderen kwam het nummer niet verder dan respectievelijk de 23e en 24e positie.
In 2021 nam Bee Gees-zanger Barry Gibb het nummer opnieuw op, nu als duet met countryzangeres Miranda Lambert.

## Cover van Boogie Box High
In 1987 werd "Jive Talkin' " gecoverd door Boogie Box High, een muzikaal project van Andros Georgiou. Georgiou's neef George Michael nam de zang voor dit nummer voor zijn rekening, hoewel zijn naam niet op de uitgave vermeld werd. Deze versie werd een grote hit in Nederland (nr. 6 in de Nederlandse Top 40) en België (nr. 7 in de Ultratop 50). Ook in het Verenigd Koninkrijk, Australië en Nieuw-Zeeland bereikte deze versie de hitlijst.

## NPO Radio 2 Top 2000
| Nummer met noteringen in de NPO Radio 2 Top 2000 | '03  | '04  | '05  | '06  | '07  | '08  |
| ------------------------------------------------ | ---- | ---- | ---- | ---- | ---- | ---- |
| Jive Talkin' (Bee Gees)                          | 1601 | 1645 | 1791 | 1941 | 1922 | 1792 |

1. ↑  Een vetgedrukt getal geeft de hoogste notering aan.
2. ↑  2003 was het eerste jaar met een notering voor dit nummer.
3. ↑  Deze tabel is bijgewerkt tot en met de laatste editie (2024).